# The Ladies Almanack
Pour les articles homonymes, voir Ladies et Almanack.
Pour plus de détails, voir Fiche technique et Distribution.
The Ladies Almanack est un film américain réalisé par Daviel Shy, sorti en 2017.
Le film s'inspire du roman de Djuna Barnes, L'Almanach des dames, paru en 1928.

## Synopsis
Le film est un hommage aux femmes auteures lesbiennes, à travers leurs amitiés, leurs flirts, leurs jalousies et leurs déboires d'artistes femmes dans les années 1920 à Paris.

## Fiche technique
- Titre original : The Ladies Almanack
- Réalisation : Daviel Shy
- Scénario : Daviel Shy, Djuna Barnes (roman)
- Montage : Stephanie Acosta, James Tate
- Musique : LeCiel
- Production : Stephanie Acosta, Anna Margarita Albelo, Heather Kapplow, Daviel Shy
- Sociétés de production : Davielshyfilms
- Sociétés de distribution :
- Pays d'origine :  États-Unis
- Langue originale : anglais américain, français
- Lieux de tournage : 
  - Paris, France
  - Brooklyn, New York, États-Unis
  - Chicago, Illinois, États-Unis
- Format : Couleurs
- Durée : 86 minutes
- Dates de sortie :
  -  États-Unis : 12 juillet 2017 à l'Outfest (Los Angeles, Californie)
  -  France : 2017 au festival du film Chéries-Chéris (Paris)

## Distribution
- Hélène Cixous : elle-même
- Guinevere Turner : Liane de Pougy
- Brie Roland : Natalie Clifford Barney
- Fannie Sosa : Mimi Francetti
- Slaveya Minkova : Dolly Wilde
- Jessica Weinstein : Esther Murphy (en)
- Nessa Norich : Romaine Brooks
- Soa de Muse : Arthur Cravan
- Elesa Rosasco : Luce Irigaray
- Eileen Myles : Monique Wittig (voix)
- Terry Castle (en) : Gertrude Stein
- Deborah Bright : Radclyffe Hall
- Brenna Kail : Mina Loy
- Merci Michel : Lily Gramont
- LeCiel : Janet Flanner
- Magalie Guérin : Berthe Cleyrergue
- Bernadette Schwegel : Joella Loy
- Vicky Lim : Nadine Hwang
- Josefin Granqvist : Djuna Barnes
- Natacha Soltz : Colette
- Caitlin Baucom : Renée Vivien
- Jackie Wang : Lucie Delarue-Mardrus
- Wanda Rivière : Una Troubridge
- Audio Jack : Thelma Wood
- Charlotte Potot : Sylvia Beach
- Leslie Cuyjet : Solita Solano (en)
- Ninon Moreau : Adrienne Monnier
- Alexia Morinaux : la jeune bagagiste